# Rogelio López
Rogelio Horacio López Arriaga (n. 25 de febrero de 1983 San Pedro, Coahuila) es un futbolista mexicano  juega como Delantero.

## Trayectoria
Delantero surgido de la cantera lagunera que recibe la oportunidad con el primer equipo de Santos. Este atacante, al que sus compañeros llaman "Pelé", debuta en el Apertura 2003, generación de chavos sin experiencia en una época en que Santos tenía poco presupuesto jugadores como Rafael Grimaldo, Rafael Figueroa, Armando Gallegos, José Antonio Olvera entre otros.

### Clubes
| Club                      | País                | Año             | Partidos | Goles | Media |
| ------------------------- | ------------------- | --------------- | -------- | ----- | ----- |
| Delfines de Coatzacoalcos | México              | 2002            | 11       | 4     | 0.36  |
| R.S. Zacatecas            | México              | 2003            | 4        | 0     | 0     |
| Santos Laguna             | México              | 2003 - 2007     | 45       | 3     | 0.07  |
| Club Tijuana              | México              | 2007 - 2009     | 40       | 4     | 0.1   |
| Total en su carrera       | Total en su carrera | 2002 - Presente | 112      | 11    | 0.1   |

## Estadísticas

### Clubes
La siguiente tabla detalla los encuentros disputados y los goles marcados en los clubes en los que ha militado.
| Delfines de Coatzacoalcos · México                                                             | 2.ª                 | 2002                | 11  | 4  | - | - | - | - | 11  | 4  |
| Delfines de Coatzacoalcos · México                                                             | 2.ª                 | Total               | 11  | 4  | - | - | - | - | 11  | 4  |
| R.S. Zacatecas · México                                                                        | 2.ª                 | 2003                | 4   | 0  | - | - | - | - | 4   | 0  |
| R.S. Zacatecas · México                                                                        | 2.ª                 | Total               | 4   | 0  | - | - | - | - | 4   | 0  |
| C. Santos Laguna · México                                                                      | 1.ª                 |                     |     |    |   |   |   |   |     |    |
| C. Santos Laguna · México                                                                      | 1.ª                 | 2003-04             | 6   | 0  | 1 | 0 | 0 | 0 | 7   | 0  |
| C. Santos Laguna · México                                                                      | 1.ª                 | 2004-05             | 24  | 2  | 3 | 1 | - | - | 27  | 3  |
| C. Santos Laguna · México                                                                      | 1.ª                 | 2005-06             | 13  | 0  | - | - | - | - | 13  | 0  |
| C. Santos Laguna · México                                                                      | 1.ª                 | 2006-07             | 4   | 0  | - | - | - | - | 4   | 0  |
| C. Santos Laguna · México                                                                      | 1.ª                 | Total               | 41  | 2  | 4 | 1 | 0 | 0 | 45  | 3  |
| Santos Laguna A · México                                                                       | 2.ª                 | 2006-07             | 12  | 0  | - | - | - | - | 12  | 0  |
| Santos Laguna A · México                                                                       | 2.ª                 | Total               | 12  | 0  | - | - | - | - | 12  | 0  |
| C. Tijuana · México                                                                            | 2.ª                 | 2007-08             | 15  | 1  | - | - | - | - | 15  | 1  |
| C. Tijuana · México                                                                            | 2.ª                 | 2008-09             | 28  | 3  | - | - | - | - | 28  | 3  |
| C. Tijuana · México                                                                            | 2.ª                 | Total               | 40  | 4  | - | - | - | - | 40  | 4  |
| Total en su carrera                                                                            | Total en su carrera | Total en su carrera | 108 | 10 | 4 | 1 | 0 | 0 | 112 | 11 |
| (1)Incluye datos de la InterLiga (2004 y 2005) (2)Incluye datos de la Copa Libertadores (2004) |                     |                     |     |    |   |   |   |   |     |    |